# Товарњанска Пољанка
Товарњанска Пољанка (слч. Tovarnianska Polianka) насељено је мјесто са административним статусом сеоске општине (слч. obec) у округу Вранов на Топлој, у Прешовском крају, Словачка Република.

## Становништво
| Година:    | 1994. | 2004.    | 2014.    | 2024.   |
| ---------- | ----- | -------- | -------- | ------- |
| Број људи: | 138   | 124      | 111      | 102     |
| Разлика:   |       | -10,14 % | -10,48 % | -8,10 % |

| Година:    | 2023. | 2024.   |
| ---------- | ----- | ------- |
| Број људи: | 105   | 102     |
| Разлика:   |       | -2,85 % |

Према подацима о броју становника из 2024. године насеље је имало 102 становника.